# Kanat de Karadagh
El kanat de Karadagh fou un kanat de l'Azerbaijan persa al segle xviii. Estava situat en el territori del modern Iran i el seu centre era la ciutat d'Ahar.
Karadag o Karaca Dag, prové del de l'antiga província i es considerava hereditària entre els dervixos locals i cacicats hereditaris dels Karadagli, que van retenir el poder a Karadagh els segles XVI a XVIII. A la segona meitat del segle xvi un representant de la família d'Halifey-Ansar, Hakim Karadzhadaga, va ser beglerbegi de Xirvan i va exercir un paper prominent a la cort de Shah Tahmasp I. Un dels fills, Sohrab Bek va sufocar brutalment un aixecament dels artesans i dels pobres urbans a Tabriz el 1573. Un altre fill d'Halifey-Ansar, Shah Khan Verdi va estar junt amb Hakim Karadzhadaga, en la guerra contra els turcs a l'Azerbaidjan (1588), i fou acusat de deslleialtat al xah. Per això, ell i diversos membres de la seva família, després d'un nou enfrontament amb els quizilbaitxis de l'Azerbaidjan el 1603, van ser executats. No obstant això, Karadzhadaga Hakim va ser nomenat com un dels 168-169 representants partidaris del xah. La família per tant, no va perdre els seus drets hereditaris a Karadag, i no va perdre les seves propietats de pastura i les tradicions nòmades eren tan fortes que la família de Karadagh amb els seus vassalls i les seves milícies feudals (koshun) eren considerats oficialment com una mena de "tribu". Entre les tribus quizilbaitxis, els Karadagli ocupaven el vuitè lloc, just després de les set principals tribus.
El kanat va ser fundat el 1748 pels turcmans karadagli després d'un intent anterior, encara en vida de Nadir Xah, que aquest va castigar. El seu territori va tenir fronteres amb els kanats de Talysh, Ardabil, Tabriz, Khoy, Nakhichevan, Karabagh. El kanat estava format per le ciutat d'Ahar (el centre del kanat) i els mahals Ungut, Karmaduz, Chalabiyan, Keyvan, Arazbar, Dizmar, Uzumdil, Hasanob, Kalaybar, Huseyneyli, Yaft, Garajurru, Dodanga, Chardanga, Dikla, Badbostan i Horat.
El Kanat de Karadagh era un dels petits principats a l'Azerbaidjan del sud. El fundador fou Kazim Khan (1748-1752). A mitjans del segle xviii, Kazim Khan es va unir a l'aliança de Karabakh, Ganja i algun altre contra el Kanat de Xaki, Haji Chalabi. Va seguir un prudent política en relació amb els senyors veïns. Va estar més compromès en construccions i afers interns que en guerres exteriors, i va construir diversos edificis públics a la capital del kanat Ahar. El kanat de Karadagh estava sovint sota dependència política del kanat de Karabagh.
El 1761 va ser conquerit per Karim Khan Zand i el 1791 per Mohammad Khan Qajar. El tractat de 1813 el va annexionar a l'estat Qajar. El 1828 el kanat fou abolit.

## Governants
- Kazim khan - 1748-1763
- Mustafa Quli Khan 1763-1782
- Ismail Khan 1782-1783
- Nedzhefkuli Khan 1783-1786
- Mustafa Quli Khan 1786-1791
- Ismail Khan 1791-1797
- Abbaskuli Khan 1797-1813
- Mukhametkuli Khan 1813-1828